# Cutting Edge
Cutting Edge son una serie de EP lanzados por la banda británica de rock Delirious?. Las canciones fueron escritas y grabadas originalmente entre los años 1992 y 1995 antes de que la banda adoptara el nombre de Delirious?

## Lanzamientos
Las grabaciones fueron lanzadas originalmente en cuatro casetes por separado, sin embargo actualmente se distribuyen en disco compacto. En el Reino Unido están disponibles en dos discos separados Cutting Edge One and Two y Cutting Edge Three and Fore mientras que en los Estados Unidos están disponible en un solo álbum. En 2007 fue lanzada una reedición del proyecto bajo el título de Fuse Box unificando los cuatro EP en un solo álbum.

## Cutting Edge One
Cutting Edge One fue lanzado en junio de 1993 y fue el primer lanzamiento de Delirious?. En el momento de la grabación la banda estaba conformada por el cantante Martin Smith, su amigo y colega Tim Jupp y el baterista Stew Smith. La guitarra y el bajo fueron ocupados por varios músicos destacando entre otros a David Clifton, Jim Bryan, y Andy Piercy, quien más tarde se convertiría en el productor del álbum debut de la banda King of Fools. "I Could Sing of Your Love Forever" una de las canciones del EP fue regrabada en 2001 y editada como un sencillo para corriente principal debutando el puesto #40 del UK Singles Chart.

## Cutting Edge Two
Cutting Edge Two fue lanzado en abril de 1994 casi un año después del lanzamiento del primer EP. En este punto el guitarrista Stuart Garrard se une a la banda y Jim Bryan es remplazado por Les Driscoll en el bajo. 

## Cutting Edge Three
Cutting Edge Three fue lanzado en mayo de 1995. Ese año el bajista Les Driscoll es remplazado por Dudley Philips y Chris Hammond se une a la banda para hacer parte de los coros. El guitarrista Andy Piercy también hizo parte del EP, mientras que Joss Ambrosio colabora con los sintetizadores en algunas canciones. 

## Cutting Edge Fore
Cutting Edge Fore fue lanzado en diciembre de 1995. En este punto Jon Thatcher se une a la banda como bajista remplazando a Dudley Philips, después de que este no asistiera a uno de los eventos Cutting Edge. Fue el último miembro que la banda incluyó para la alineación actual. 

## Lista de canciones

### Cutting Edge One
1. "Message of the Cross"
2. "Singer's Song"
3. "Lord You Have My Heart"
4. "What Is This Thing Called Love?"
5. "The Crucible for Silver"
6. "Thank You for Saving Me"

### Cutting Edge Two
1. "The Happy Song"
2. "Prophet Song"
3. "King of Love"
4. "Coming Back"
5. "Lead Me"
6. "I Could Sing of Your Love Forever"

### Cutting Edge Three
1. "Did You Feel the Mountains Tremble?"
2. "I've Found Jesus"
3. "Oh Lead Me"
4. "Shaken Up"
5. "I'm Not Ashamed"
6. "Find Me in the River"

### Cutting Edge Fore
1. "Louder Than the Radio"
2. "You Split the Earth"
3. "When All Around Has Fallen"
4. "I've Searched for Gold"
5. "Shout to the North"
6. "All I Want Is You"
7. "Obsession"